# Congo (Roman)
Der Roman Congo von Michael Crichton erschien erstmals 1980 im Alfred A. Knopf Verlag, New York. Die erste deutsche Übersetzung erschien 1981 im Rowohlt Verlag unter dem Alternativtitel Expedition Kongo, übersetzt von Karl A. Klewer.
Ebenso wie The Andromeda Strain handelt es sich bei Congo um einen Roman in Form eines fiktiven Tatsachenberichts mit abwechslungsreicher und Action-orientierter Handlung. Bereits im Vorwort weist Crichton darauf hin, dass die vier Hauptpersonen des Buches überleben werden, was der Spannung zwar abträglich ist, aber den Doku-Charakter hervorhebt.

## Handlung
Das US-Unternehmen E.R.T.S. (Earth Resources Technology Services) erhält 1979 den Auftrag, weltweit nach so genannten blauen Diamanten vom Typ IIb zu suchen. In Zaire, Afrika wird ein Team der E.R.T.S. fündig, doch wird die gesamte Expedition innerhalb weniger Minuten durch eine unbekannte Kraft ausgelöscht.
Dr. Karen Ross, introvertierte aber extrem intelligente Projektleiterin bei E.R.T.S., kann per Videoverbindung nur noch das zerstörte Lager ausmachen, ehe die Kamera von einem grauen, affenartigen Tier umgerissen und die Verbindung unterbrochen wird. Da der Auftrag für E.R.T.S. und seinen Direktor Travis extrem wichtig ist und gleichzeitig ein Team aus Europäern und Japanern ebenfalls nach den Diamanten sucht, will Dr. Ross schnellstmöglich eine neue Expedition nach Zaire führen, um die Diamanten zu finden und die Ursache für das vorherige Scheitern zu ergründen. Travis lässt sich überreden die ehrgeizige, wenn auch in Feldforschung unerfahrene, Wissenschaftlerin in den Kongo zu schicken.
Zeitgleich sucht der kalifornische Primatologe Dr. Peter Elliot nach einer Möglichkeit nach Afrika zu gelangen, um dort mit seinem Forschungsprojekt Amy neue Erkenntnisse über das Verhalten von Menschenaffen zu gewinnen. Amy ist ein halbwüchsiges Gorilla-Weibchen, das im Kongo geboren und als Baby nach Amerika gebracht wurde. In einer ehrgeizigen Studie ist es Eliott gelungen, Amy die amerikanische Gebärdensprache ASL beizubringen, wodurch er sich mit dem Tier (und umgekehrt) unterhalten kann. Da Amy in letzter Zeit Albträume hat, will er sie in ihre ursprüngliche Heimat zurückführen und ihr Verhalten studieren.
Da Karen Ross davon überzeugt ist, dass ein Gorilla die letzte Expedition angegriffen hat, überredet sie Eliott, sie nach Afrika zu begleiten.
Im Kongo angekommen, engagiert Dr. Ross den großen weißen Jäger, Charles Munro, der sie zu den Vulkanen des Virungagebietes führen soll, an deren Fuß man die Diamanten, das Lager und eine verlassene Stadt namens Zinj zu finden glaubt. Nach einigen Abenteuern (Schießereien, Entführungen, Fallschirmsprünge, Zusammentreffen mit der einheimischen Bevölkerung und gefährliche Flüsse) erreicht die Gruppe, bestehend aus Ross, Elliot, Munro, Amy und einigen einheimischen Trägern, die verlorene Stadt Zinj. Wenig später werden sie von einer Horde grauer, extrem intelligenter Gorillas angegriffen, die sich zudem auch noch in einer Art Sprache verständigen können.
Eine Deutung von auf Reliefs verewigten Stadtszenen lässt Eliott mutmaßen, dass die Bewohner von Zinj Gorillas und Schimpansen kreuzten und die Nachkommen zu intelligenten Wachaffen ausbildeten, die jeden Fremden umbringen sollten. Offenbar haben sich die Affen später gegen ihre Herren gewandt und geben ihre Konditionierung seit Jahrhunderten an ihre Nachkommen weiter. Es kommt zu einigen Angriffen durch die Affen und viele der Träger werden getötet. Schließlich gelingt es Eliott mit Amys Hilfe, die Sprache der Gorillas zu benutzen, um die Tiere von ihren Angriffen abzuhalten.
Der Weg zu den Diamanten ist nun frei und tatsächlich finden sie eine ergiebige Mine. Doch als der nahe Vulkan aktiv wird und Dr. Ross aus Zeitdruck zu viel riskiert, werden Gorillas, Mine und die Stadt unter Lavamassen begraben. Die Expedition überlebt und kehrt ohne jeglichen Beweis für ihr Abenteuer in die Zivilisation zurück.

## Deutsche Ausgaben
- Expedition Kongo, Deutscher Bücherbund 1981.
- Congo – Expedition Kongo. Roman. Gütersloh: Bertelsmann-Club, 1994.
- Congo. Roman. München: Th. Knaur, 1995.

## Zitate
Aus der Taschenbuch-Ausgabe: Congo. Roman. München: Th. Knaur, 1995.
(39) Travis denkt über Karen Ross nach (keine direkte Rede). „Aus seinen Regenmacherzeiten hatte er die Manager-Philosophie mitgebracht, daß man ein Projekt am besten dem anvertraute, dem ein Erfolg am meisten nützen oder dem ein Fehlschlag am meisten schaden würde.“
(71) Peter Elliot im Blick auf Karen Ross (keine direkte Rede). „Auf Grund seiner großen Erfahrung in der Kunst, Gelder für seine Arbeit lockerzumachen, waren ihm seit langem Situationen vertraut, wo sich das Geld anderer und seine eigenen Motive nicht genau zur Deckung bringen ließen. Das war die zynische Seite der Wissenschaft. Wieviel reine Grundlagenforschung war in den vergangenen dreißig Jahren finanziert worden, weil sie vielleicht ein Heilmittel gegen Krebs erbringen würde? Ein Forscher versprach das Blaue vom Himmel herunter, um Geld für seine Arbeit zu bekommen. – Allem Anschein nach kam es Elliot nie in den Sinn, daß Karen Ross ihn ebenso kaltblütig benutzte wie er sie.“
(164) Munro denkt über Elliot und Ross nach (keine direkte Rede). „Naturwissenschaftler arbeiten den ganzen Tag lang in Labors, in denen man alle Bedingungen streng regeln und überwachen konnte. Früher oder später glaubten sie, die Welt außerhalb ihrer Labors sei ebenso steuerbar und beeinflußbar wie die innerhalb. Obwohl sie es eigentlich besser wußten, führte die Entdeckung, daß die natürliche Welt ihren eigenen Gesetzen folgte und von ihnen überhaupt keine Kenntnis nahm, jedesmal zu einem schweren psychischen Schock.“

## Adaptionen
1984 entwickelte Crichton das Computerspiel Amazon, dessen Handlung teilweise auf seinem Roman Congo basierte.
Im Zuge des unglaublichen Erfolges von Crichtons Roman Dino Park und dessen Verfilmung als Jurassic Park, wurde auch Congo 1995 verfilmt (so wie nahezu jeder bis dato erschienene Roman Crichtons). Die Hauptrollen spielen Laura Linney (Dr. Karen Ross), Dylan Walsh (Dr. Peter Eliott) und Ernie Hudson (Charles Munro). Obwohl er als eine der schwächeren Crichton-Verfilmungen gilt, spielte der Film weltweit 152 Mio. Dollar ein.

### Unterschiede zwischen Roman und Film
- Die Emotionalität der Charaktere ist im Film genau entgegengesetzt ausgerichtet. Im Roman sind Ross, Eliott und Munro sehr eindimensionale, intelligente Menschen, die sich nicht mehr als nötig um andere Menschen kümmern. Travis ist zwar ebenfalls am Erfolg des Auftrags interessiert, doch die Sicherheit seiner Leute ist ihm wichtiger. Im Film ist Travis ein rücksichtsloser Tyrann, dem sogar der Tod des eigenen Sohnes egal ist. Ross, Eliott und Munro werden hingegen durchweg sympathisch dargestellt.
- Im Buch benutzt Amy ausschließlich die (stumme) Zeichensprache, während sie im Film einen Computer-Handschuh benutzt, der ihre Zeichen in eine künstliche Stimme umwandelt.
- Im Buch braucht man die Diamanten, um die nächste Generation superschneller Computer herzustellen. Im Film sollen die Diamanten einen leistungsstarken Laser erzeugen, der für die Kommunikation genutzt werden kann.
- Aus der E.R.T.S. wurde im Film der Kommunikationskonzern TRAVICOM.
- Während es im Buch keinerlei romantische Spannungen zwischen Eliott und Ross gibt, deutet der Film eine mögliche spätere Beziehung an.
- Im Buch kommen dem Klischee entsprechend nur die (schwarzen) Träger ums Leben. Zwar sterben auch Träger im Film, doch es gibt auch Opfer unter den (weißen) Expeditionsteilnehmern. Diese werden im Buch nicht erwähnt.
- Im Buch fliegt Eliott mit Amy zunächst in die USA zurück, reist später jedoch wieder nach Afrika, wo Amy fortan ein halbwildes Leben bei einer Gruppe Berggorillas führt und ihrem Baby die Zeichensprache beibringt.